# Murroogh
Murroogh (en irlandais : Muiriúch Tuaithe) aussi appelé Murrooghtoohy ou Murroghtwohy, est un hameau dans le comté de Clare, en Irlande.

## Géographie
Le territoire est composé des townlands de Murrooghtoohy North et Murrooghtoohy South. Situé, à vol d'oiseau, à une douzaine de kilomètres au nord de Lisdoonvarna, le hameau se trouve entre Ballyvaughan et Fanore, sur la R477, une route côtière panoramique. Il fait partie de la paroisse civile de Gleninagh, dans la baronnie de Buren.
Jusqu'en 1956, le secteur était classé dans le West Clare Gaeltacht, une communauté irlandophone.